# Apamea monoglypha
Apamea monoglypha é uma espécie de insetos lepidópteros, mais especificamente de traças, pertencente à família Noctuidae.
A autoridade científica da espécie é Hufnagel, tendo sido descrita no ano de 1766.
Trata-se de uma espécie presente no território português.